# Poder dual

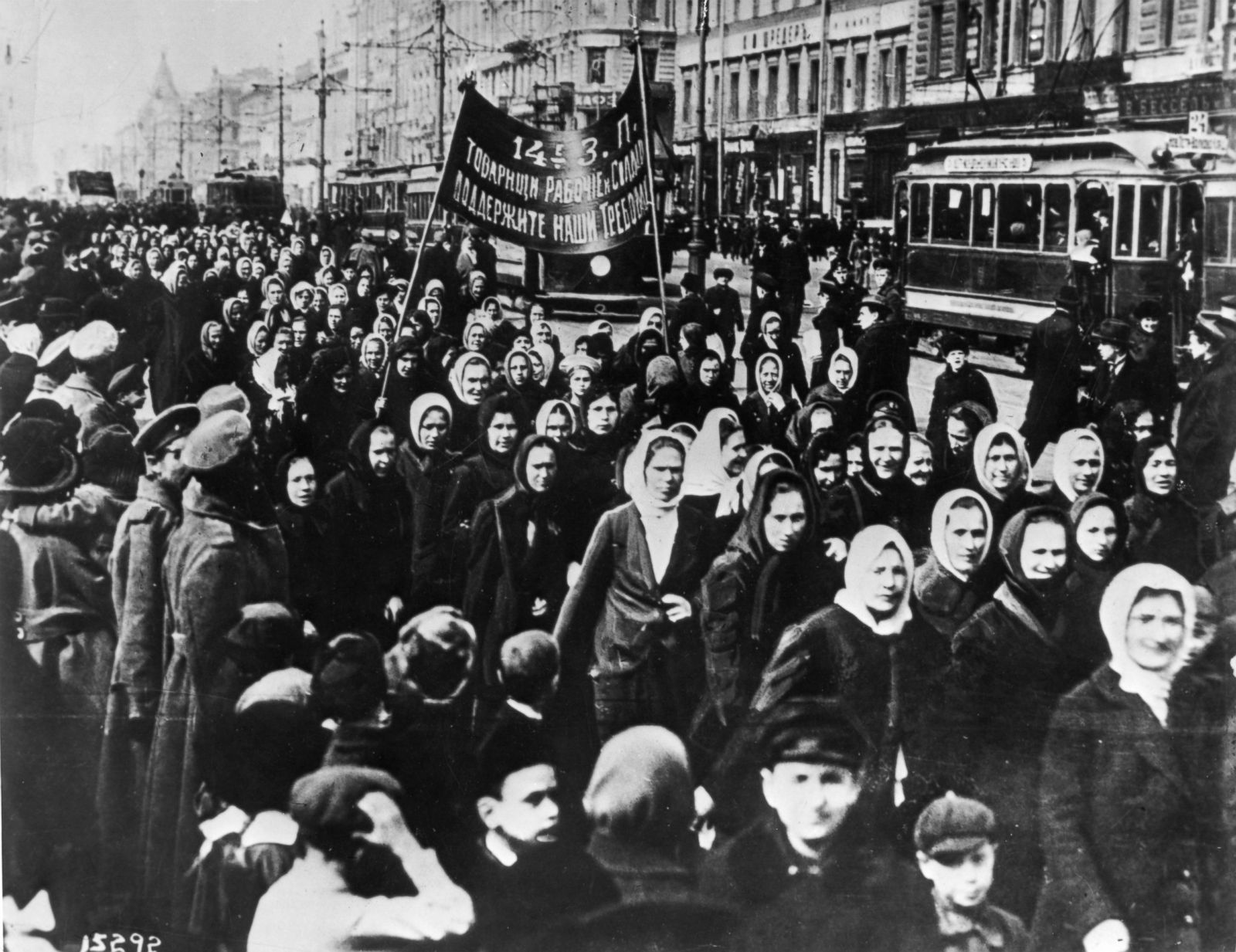
La proclamació del Dia internacional de la dona treballadora a Petrograd el 1917 va ser el començament de la Revolució de Febrer

El poder dual és un concepte articulat per Lenin com a dvoevlastie («doble poder») que descriu una situació durant la Revolució de Febrer de 1917 en la qual dos poders polítics, els consells obrers, o soviets, i l'aparell oficial de l'estat del Govern Provisional Rus, van coexistir l'un amb l'altre disputant-se la legitimitat. Lenin va argumentar que aquesta situació essencialment inestable constituïa una oportunitat única perquè els soviets incrementessin el seu poder aixafant al govern provisional i situant-se com la base d'una nova forma de poder de l'estat. Aquesta noció va servir d'inspiració a les estratègies de les següents revolucions comunistes com la Revolució comunista xinesa liderada per Mao Zedong.
El concepte de poder dual per extensió pot referir-se a qualsevol «contrapoder», «contrainstitució» o «poder constituent», en lloc i en oposició al poder del govern establert. En determinats moments i situacions, hi ha una divisió del poder entre l'autoritat establerta i les forces socials emergents. Aquests dos poders, encavalcats i en conflicte, generen un espai polític alternatiu, allunyat del poder institucional. Aquesta dualitat és particularment rellevant en situacions de crisi econòmica i canvi social, quan les institucions oficials i les estructures de poder existents són qüestionades i desestabilitzades des de la base de la societat, mitjançant la construcció de noves formes d'organització, resistència i poder.

## Història
El poble italià en oposició a la noblesa que controlava les ciutats estat a finals del segle XIII a poc a poc va desenvolupar el seu propi funcionariat, que era paral·lel al de la institució. La Revolta de les Comunitats de Castella va establir un poder paral·lel o dual en oposició a l'administració reial imperant.
Els esdeveniments de les Jornades de juliol de 1917 solidificarien els problemes del poder dual dins del govern entre el govern provisional i el Soviet de Petrograd. Entre el 3 i el 7 de juliol del calendari julià es va produir un aixecament bolxevic. En un aixecament «de base», els obrers i els soldats es van manifestar als carrers demanant que el soviets prenguessin el poder sobre el govern provisional. L'aixecament va comptar amb el suport de l'organització militar bolxevic i del Soviet de Petrograd, que va enviar-hi reforços.

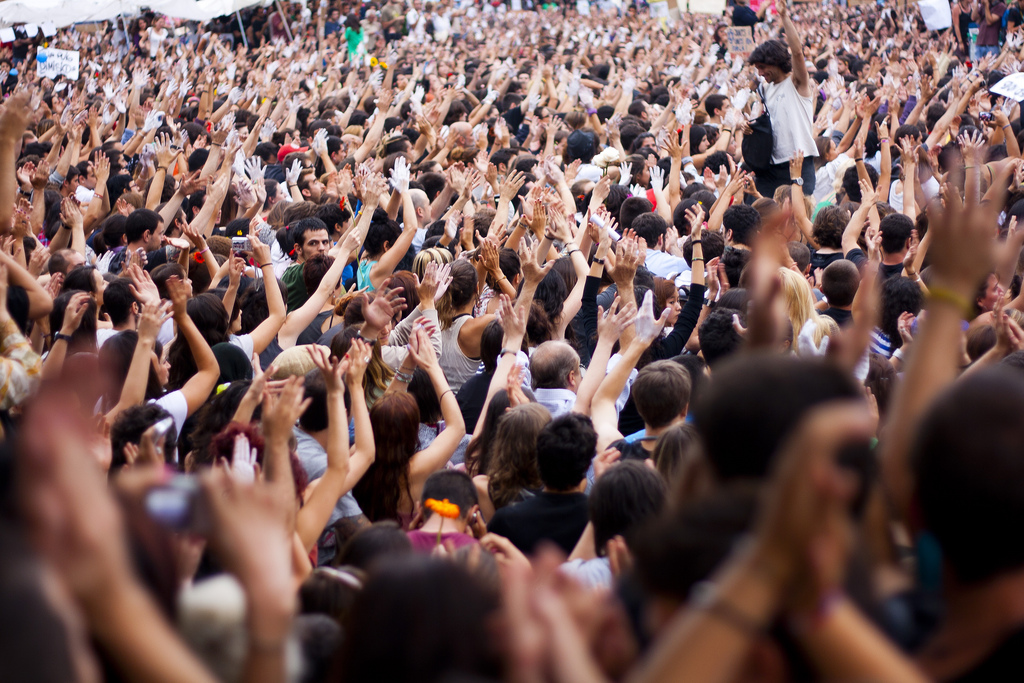
Mans enlaire del Moviment 15-M a Barcelona

Més endavant, l'escriptor francès Régis Debray va identificar el concepte de poder dual amb el trotskisme al seu llibre de 1967 Révolution dans la Révolution?. D'altra banda, Kristin Ross en el seu recorregut històric des de la Comuna de París del 1871, el Maig del 68 i els moviments socials que van sorgir a partir d'aquella època, també empra el concepte de «poder dual» per a comprendre les dinàmiques polítiques i socials en la societat contemporània, alhora que mostra com aquest pot ser aplicat a moviments socials i polítics, especialment en el context de les revoltes i les lluites socials, com per exemple, en el moviment dels indignats.